# الرابطة الوطنية (إنجلترا)
الرابطة الوطنية لأندية كرة القدم الإنجليزية (بالإنجليزية: The National League of English Football Clubs) أو اختصاراً الرابطة الوطنية (بالإنجليزية: National League) هو دوري كرة قدم محترف في إنجلترا ويتكون من 72 فريقًا، مقسمة بالتساوي بين الدوري الإنجليزي الوطني والدوري الوطني الشمالي والدوري الوطني الجنوبي. الدوري الوطني هو أحد أهم الدوريات الرياضية الاحترافية في إنجلترا.
كان يُطلق عليه اسم "الدوري الممتاز للتحالف" من عام 1979 حتى عام 1986. بين عامي 1986 و2015، كان الدوري يُعرف باسم "مؤتمر كرة القدم".
معظم أندية الدوري الوطني هي أندية محترفة بالكامل (ثلاثة فقط ليست في تشكيلة 2023-2024)، في حين أن عددًا متزايدًا من أندية الدوري الوطني الشمالي والدوري الوطني الجنوبي هي أندية محترفة أيضًا. كانت بعض الأندية المحترفة في السابق ضمن الدوري الإنجليزي لكرة القدم (EFL)، على عكس الأندية التي كانت دائمًا خارج الدوري. الدوري الوطني هو الأدنى من بين أقسام كرة القدم الاحترافية الخمسة على مستوى البلاد في إنجلترا، ويأتي بعد الدوري الإنجليزي الممتاز والأقسام الثلاثة لدوري كرة القدم الإنجليزية، وهو المستوى الأعلى في نظام الدوري الوطني لكرة القدم غير المحترفة. يشكل الدوري الوطني الشمالي والدوري الوطني الجنوبي المستوى السادس لكرة القدم الإنجليزية الاحترافية. كان الدوري الوطني يتألف من قسم واحد فقط حتى عام 2004، ولكنه توسع كجزء من إعادة هيكلة واسعة النطاق لنظام الدوري الوطني بدءًا من موسم 2004-2005.

## منظمة
يحتل الدوري الوطني قمة نظام الدوري الوطني (NLS)، وهو هيكل شامل يربط أكثر من 50 دوريًا مختلفًا تحت رعاية الاتحاد الإنجليزي لكرة القدم (FA). يقع الدوري الوطني في الخطوة الأولى من NLS، ويشكل الدوري الوطني الشمالي والدوري الوطني الجنوبي الخطوة الثانية. فوق الدوري الوطني يوجد 92 ناديًا تشكل معًا أعلى مستويات كرة القدم الإنجليزية، لدوري الإنجليزي الممتاز ودوري الدرجة الثانية لكرة القدم؛ وتحت الدوري الوطني توجد الدرجة الثالثة والدوريات الأدنى من الدوري الوطني لكرة القدم.
يضم الدوري الوطني 24 ناديًا، ويضم كل من القسم الشمالي والجنوبي 24 ناديًا. ويلعب كل نادٍ ضد الآخرين في قسمه مرتين خلال الموسم، مرة على أرضه ومرة خارج أرضه. وتحصل الأندية على ثلاث نقاط في حالة الفوز، ونقطة واحدة في حالة التعادل، ولا شيء في حالة الهزيمة.
في نهاية كل موسم، يتم ترقية ناديين من الدوري الوطني إلى دوري الدرجة الثانية الإنجليزي، ويتم هبوط فريقين من دوري الدرجة الثانية إلى الدوري الوطني ليحلوا محلهما. يتم منح مكاني الصعود إلى أبطال الدوري الوطني والفائزين في نهائي ترقية الدوري الوطني، والذي يتم لعبه بين الفريقين الناجحين في مباريات التصفيات، ويتنافس عليها الأندية التي احتلت المركز الثاني إلى السابع في الترتيب القسمي النهائي.
في الطرف الآخر من الجدول، تهبط الأندية الأربعة الأخيرة في الدوري الوطني إما إلى الدوري الوطني الشمالي أو الدوري الوطني الجنوبي. يتم اتخاذ القرار بشأن القسم الذي ينضم إليه النادي الهابط من قبل لجنة الدوري الوطني التابعة للاتحاد الإنجليزي لكرة القدم، ولكن يتم تحديده إلى حد كبير حسب الجغرافيا. يتم استبدال الفرق الأربعة الهابطة بأربعة فرق صاعدة، اثنان من الدوري الوطني الشمالي واثنان من الدوري الوطني الجنوبي. لكل من هاتين الدوريين، هذا هو البطل والفائز في نهائيات الترقية الخاصة بهم بين أنديتهم من المركز الثاني إلى السابع في تلك الأقسام.[بحاجة لمصدر]
في أسفل الدوري الوطني الشمالي والدوري الوطني الجنوبي، هبط أربعة أندية من كل قسم، وتنقسم هذه الأندية الثمانية بين دوريات الخطوة 3 من الدوري الوطني لكرة القدم، والدوري الشمالي الممتاز، والدوري الجنوبي، والدوري البرزخي. تقوم كل من دوريات الخطوة 3 هذه بترقية أبطالها والفائزين في تصفيات المركز الثاني إلى الخامس. تحدد لجنة الدوري الوطني دوريات الخطوة 3 التي تنضم إليها الأندية الهابطة، وما إذا كانت الأندية الصاعدة تنضم إلى الدوري الوطني الشمالي أو الدوري الوطني الجنوبي.
لا تتمتع الأندية التي هبطت من القسم الوطني دائمًا بالتوازن الجغرافي. وبالتالي، إذا لزم الأمر، يجوز للجنة الدوري الوطني أن تأمر ناديًا واحدًا أو أكثر من المقاطعات الشمالية المتاخمة للجنوب والعكس صحيح أو من جنوب ويلز في الدرجة السادسة بالتبديل بين الأقسام (للانتقال "أفقيًا" بين الدوريات، إذا جاز التعبير) من أجل الحفاظ على التوازن العددي بين الشمال والجنوب.
بسبب القيود المالية على هذا المستوى من كرة القدم، نجا بعض الأندية من الهبوط على الرغم من احتلالها مركزًا في خطر الهبوط، وذلك بسبب سوء حظ الآخرين. لكي يتم الترقية، سواء من الدوري الوطني إلى الدوري الإنجليزي لكرة القدم، أو داخل الدوري الوطني، أو بين الدوريات المختلفة في الدوري الوطني لكرة القدم، يجب استيفاء شروط معينة تتعلق بالتمويل والمرافق. يؤدي الفشل في تلبية متطلبات الدوري المعني إلى منع النادي المؤهل من الترقية.[بحاجة لمصدر]
تم توسيع الدوري الوطني الشمالي والجنوبي إلى 24 فريقًا في موسم 2022-23. كان من المقرر في البداية التوسع في الفترة 2020-2021 حتى تم تأجيل تنفيذه بسبب جائحة كوفيد-19 في إنجلترا. وقد تم تحقيق ذلك في نهاية عام 2021-2022.

## تاريخ
تأسس الدوري الوطني في عام 1979 من الفرق الرائدة في الدوري الشمالي الممتاز والدوري الجنوبي وكان يُعرف في الأصل باسم دوري التحالف الممتاز لكرة القدم ومن عام 1986 إلى 1987 بأسم مؤتمر كرة القدم. وقد جاء الدعم لمثل هذا الدوري من آلان هارديكر، لسكرتير السابق لدوري كرة القدم. واقترح أن دمج أقوى دوريين صغار في إنجلترا، لدوري الشمالي الممتاز والدوري الجنوبي، من شأنه أن يقلل من عدد المرشحين المتقدمين للانضمام إلى الدوري الإنجليزي لكرة القدم بموجب نظام إعادة الانتخاب المطبق آنذاك. وكان من المعتقد أيضًا أن ذلك من شأنه تمكين أقوى مرشح خارج الدوري من الظهور. في عام 1977، اتفقت رابطة الدوري الشمالي ودوري الجنوب على ترشيح مرشح واحد فقط لكل منهما لانتخابات الرابطة، وقد أثبت هذا نجاحه حيث فاز ويمبلدون وويجان أثليتيك بانتخابات الرابطة في عامي 1977 و1978. واتفق بعد ذلك على إنشاء دوري جديد يضم 13 فريقًا من الدوري الجنوبي و7 فرق من الدوري الشمالي الممتاز.
الأعضاء المؤسسون هم:
| - نادي ليمينغتون لكرة القدم - ألتيرينشام - مدينة بانجور - بارنت - رابية - مدينة باث - بوسطن يونايتد | - جريفزند ونورثفليت - مدينة كيتيرينغ - مايدستون يونايتد - نورثويتش فيكتوريا - منطقة نونيتون - ريديتش يونايتد - سكاربورو | - ستافورد رينجرز - تيلفورد يونايتد - ويالدستون - ويماوث - مدينة ووستر - يوفيل تاون |

ولم تشارك العديد من أندية الدوري الشمالي الممتاز التي كان من الممكن أن تشارك في المسابقة الجديدة. ولم تتقدم مدن جوول، ولانكستر سيتي، وموسلي بطلبات للانضمام إلى التحالف. لم يتم قبول نادي ماتلوك تاون ونادي رونكورن لأن أرضيتهما لم تكن تلبي المعايير المطلوبة للدوري الجديد. قبل نادي ساوثبورت، الذي صوت له للخروج من دوري كرة القدم في عام 1978، كأعضاء في الدوري الجديد، لكنه اختار في النهاية عدم الانضمام إليه بسبب المخاوف بشأن تكاليف السفر.
كان بارو ونورثويتش من الأعضاء السابقين في رابطة كرة القدم الإنجليزية. فشل بارو في إعادة انتخابه في عام 1972، بينما استقال نورثويتش من الرابطة في عام 1894. كما ذاق بارنت وبوسطن ومايدستون وسكاربورو ويوفيل طعم كرة القدم في رابطة كرة القدم الإنجليزية منذ تشكيل الرابطة الوطنية، لكنها عادت الآن إلى الرابطة الوطنية أو دورياتها المغذية (سكاربورو ومايدستون الآن في تجسيدات جديدة).
من بين الأعضاء المؤسسين العشرين، كان نادي نورثويتش آخر من ترك المستوى الخامس. وقد هبط إلى الدرجة الثانية في عام 2005، بعد عام من زوال نادي تيلفورد. أما نادي بارنت فهو العضو المؤسس الوحيد الذي ظل في المستويات الخمسة الأولى بشكل مستمر منذ عام 1979.
انتقل نادي بانجور سيتي منذ ذلك الحين إلى نظام الدوري الويلزي لكرة القدم، بينما انهارت فرق إيه بي ليمينجتون، ومايدستون، ونونيتون، وسكاربورو، وتيلفورد في وقت لاحق وتم إعادة تشكيلها في الدوريات الإنجليزية الدنيا. قامت شركة جريفزند ونورثفليت بتغيير اسمها إلى إبسفليت يونايتد في عام 2007.
كان الدوري الوطني يتكون من قسم واحد خلال أول 25 عامًا من وجوده، ولكن منذ موسم 2004-2005 أصبح يتألف من ثلاثة أقسام. إعيد تسمية القسم الأصلي إلى المؤتمر الوطني (الدوري الوطني حاليًا) وقدم قسمين إقليميين جديدين بمستوى أقل، المؤتمر الشمالي والمؤتمر الجنوبي (الدوري الوطني الشمالي والجنوبي حاليًا). اختيرت الأندية الجديدة لتشكيل هذه المنافسة الأكبر من الدوري الشمالي الممتاز والدوري الجنوبي والدوري البرزخ وفقًا للمبادئ التوجيهية التي وضعتها لجنة الدوري الوطني.
فاز فريقان بالدوري الوطني ثلاث مرات: بارنت (1991،2005،2015) وماكليسفيلد تاون (1995،1997،2018). قبل فوز بارنت وماكليسفيلد باللقب الثالث، فازت خمسة أندية أخرى بالبطولة مرتين أيضًا: ألتيرينشام (1980،1981)، إنفيلد (1983،1986)، كيدرمينستر هاريرز (1994،2000)، مايدستون يونايتد (1984،1989)، وستيفيناغ بوروه (1996،2010). كما احتل كيدرمينستر المركز الثاني في عامي 1997 و2013. أصبح لينكولن سيتي النادي السابع الذي يفوز بالدوري الوطني مرتين (1988،2017)، ولكن بعد فوز بارنت باللقب الثالث. ترقى فريق بارنت فقط إلى دوري الدرجة الثانية في جميع المناسبات الثلاث؛ وجاء لقب مايدستون الأول قبل عصر الترقية التلقائية، بينما تم حرمان كيدرمينستر هارييرز وماكليسفيلد تاون وستيفيناج بورو من الترقية لأن ملاعبهم لم تكن بالمستوى المطلوب في وقت فوزهم الأول. ومع ذلك، تمت ترقية جميع الفرق الثلاثة عندما فازوا بلقبهم الثاني. ألتيرينشام هو الفريق الوحيد في التاريخ الذي احتفظ باللقب، حيث لم يكن هناك في ذلك الوقت ترقية تلقائية إلى الدوري الإنجليزي لكرة القدم.
وصل نادي واحد سابق من الدوري الوطني إلى الدوري الإنجليزي الممتاز، على الرغم من أن ستة من هذه الأندية تنافست في المستوى الأعلى من كرة القدم قبل الدوري الإنجليزي الممتاز، في دوري الدرجة الأولى لكرة القدم: نادي كارلايل يونايتد، نادي ليتون أورينت، أكسفورد يونايتد، نادي لوتون تاون، غريمسبي تاون، ونوتس كاونتي. ومنذ ذلك الحين عاد جميعهم إلى الدوري الإنجليزي لكرة القدم، لوتون وأورينت، بالفوز باللقب، والأربعة الآخرين بالفوز في نهائيات التصفيات. كما لعب نادي برادفورد بارك أفنيو في دوري الدرجة الأولى في نسخته السابقة، إلا أن نسخته الحالية لم تصل إلا إلى دوري الدرجة الشمالية من الدوري الوطني.
أعلى مستوى دوري يصل إليه النادي الصاعد من الدوري الوطني هو الدوري الإنجليزي الممتاز، والذي (اعتبارًا من مايو 2023) وصل إليه نادي واحد، وهو لوتون تاون.
وعلى العكس من ذلك، أصبح أولدهام أثليتيك أول فريق سابق في الدوري الإنجليزي الممتاز يتنافس في الدوري الوطني، وبالتالي أي مسابقة خارج الدوري، بعد هزيمته على أرضه أمام سالفورد سيتي، في عام 2022.

### الصعود والهبوط
قبل عام 1987، كان لزاماً على أندية الدوري الوطني أن يتم انتخابها من قبل أعضاء الدوري لكي تتمكن من دخول دوري الدرجة الثانية. ونتيجة لذلك، لم يكن هناك ما يضمن أن الفوز بالدوري الوطني سيؤدي إلى الصعود، ولم يتم ترقية أي من أبطال الدوري السبعة الأوائل. وقد تغير هذا في عام 1987، عندما اتفق على الصعود والهبوط التلقائي بين دوري الدرجة الرابعة لكرة القدم والدوري الوطني. كان أول الأندية المتأثرة بالنظام الجديد هو نادي لينكولن سيتي، الذي هبط واستبدل بنادي سكاربورو. ومع ذلك، على الرغم من أن أبطال الدوري الوطني يحق لهم الحصول على مكان في دوري كرة القدم الإنجليزية، فإن هذا كان يعتمد على استيفاء ملعبهم للمعايير المحددة للعضوية. وهذا يعني أن أندية نورثامبتون تاون، ولإكستر سيتي، ونادي توركي يونايتد تجنبت الهبوط من دوري الدرجة الثانية الإنجليزي لكرة القدم من عام 1994 إلى عام 1996، على الرغم من هبوط إكستر وتوركواي إلى الدوري الوطني في وقت لاحق.
لمدة ثلاث سنوات متتالية في تسعينيات القرن العشرين، حرم أبطال الدوري الوطني من الصعود إلى دوري الدرجة الثانية الإنجليزي على هذه الأسس. منذ عام 1997، عندما فاز فريق ماكليسفيلد تاون باللقب للمرة الثانية في ثلاث سنوات، تم ترقية كل بطل.
منذ عام 2003، حصل الدوري الوطني على المركز الثاني في الصعود. في عام 2017، تم تحديد ذلك من خلال نظام المباريات الفاصلة المماثل لنظام الدوري الإنجليزي لكرة القدم. لعبت الفرق الأربعة التي تقع أسفل أبطال الدوري الوطني ضد بعضها البعض في الدور نصف النهائي على مدى مباراتين، حيث يلعب الثاني مع الخامس والثالث مع الرابع. ثم لعب الفائزون في هذه المباريات مباراة نهائية واحدة تعرف باسم نهائي الترقية، حيث حصل الفائزون على المركز الثاني في الترقية. كان فريق دونكاستر روفرز هو الفريق الأول الذي فاز في نهائي الصعود.
قبل عام 2004، كان الهبوط من الدوري الوطني يعني النزول إلى إحدى دوريات التغذية الثلاثة أدناه. بعد فشل نادي تشيستر سيتي في تجنب الطرد في عام 2010، هبطت ثلاثة فرق بدلاً من أربعة، إما إلى الدوري الشمالي الممتاز، و الدوري الجنوبي، أو الدوري الإسثمياني، بناءً على معايير جغرافية. وبدوره، سيتم ترقية أبطال هذه الدوريات الثلاث إلى الدوري الوطني. كان إغلاق نادي تشيستر سيتي خلال المراحل الأخيرة من موسم 2009-2010 هو أول إغلاق في منتصف الموسم لنادٍ في القسم منذ نادي نيوبورت كاونتي في النصف الثاني من موسم 1988-1989؛ وفي كلتا المناسبتين، تم محو سجلات كلا الناديين.
في عام 2004، شهدت إعادة هيكلة نظام الدوري الوطني إنشاء مستوى جديد أسفل الدوري الوطني مباشرةً؛ حيث إنشأ قسمين إقليميين يُطلق عليهما الآن اسم الدوري الوطني الشمالي والدوري الوطني الجنوبي، مع هبوط الدوريات المغذية إلى أسفلهما. هناك مكانان للترقية إلى الدرجة الأولى في الدوري الوطني من كل قسم إقليمي - يتم ترقية الأبطال تلقائيًا، بينما يتم تحديد المكان المتبقي مرة أخرى من خلال مباريات نصف النهائي ونهائي الترقية. ثم يتم تخصيص الفرق الأربعة التي هبطت من الدوري الوطني (أي أعلى قسم) إلى أحد الأقسام الإقليمية أو الأخرى حسب موقعها الجغرافي.
في مايو 2017، اقترح الدوري الوطني تجديدًا في المباريات الفاصلة لجميع الأقسام الثلاثة. بموجب النظام الجديد، تمت زيادة عدد الفرق التي تلعب من أجل الصعود إلى ستة. تنتقل الأندية التي تحتل المركزين الثاني والثالث تلقائيًا إلى الدور نصف النهائي على أرضها، بينما تتنافس الأندية في المرحلتين الرابعة والخامسة في مباريات التصفيات ضد الفرق التي تحتل المركزين السابع والسادس. ثم يكمل الفائزون في تلك المباريات الدور نصف النهائي. تمت الموافقة على هذه المقترحات في الاجتماع العام السنوي للدوري الوطني في 10 يونيو.

في عام 2019، تمت مناقشة خطط إعادة الهيكلة التدريجية للدوري الوطني لكرة القدم بحيث من المتوقع أن يتوسع القسمان الشمالي والجنوبي إلى 24 فريقًا لكل منهما في 2021-2022. بسبب جائحة كوفيد-19 في إنجلترا، قلص الإبطال لمواسم الدوري الوطني الشمالي والجنوبي 2020-21 بعد طرح القرارات المكتوبة للتصويت. لم يهبط أي فريق. وبناءً على ذلك، تأخر التوسع ونفذ قبل موسم 2022-2023 مع هبوط ثمانية فرق من الدرجة السادسة في نهاية ذلك الموسم. للتوسع، هبط ناديان من الدرجة الثانية وتم ترقية ثمانية أندية من جميع أقسام الدرجة الثالثة الأربعة: أبطال القسم والفائزون في المباريات الفاصلة. سيتم هبوط أربعة فرق في كل من الشمال والجنوب بدءًا من عام 2023.

## الأعضاء الحاليين

### الدوري الوطني
- نادي فيلدي لكرة القدم
- مدينة ألدرشوت
- ألتيرينشام
- بارنت
- بوسطن يونايتد
- مدينة براينتري
- داجنهام وريدبريدج
- ايستلي
- إيبسفليت يونايتد
- نادي هاليفاكس تاون لكرة القدم
- فورست جرين روفرز
- جيتسهيد
- هارتلبول يونايتد
- ميدينهيد يونايتد
- أولدهام أتلتيك
- روشدايل
- مورز سوليهل
- ساوثيند يونايتد
- سوتون يونايتد
- تامورث
- ويالدستون
- ووكينغ
- يوفيل تاون
- مدينة يورك

### الدوري الوطني الشمالي
- بلدة ألفريتون
- مدينة براكلي
- بوكستون
- تشيستر
- تشورلي
- كيرزون أشتون
- دارلينجتون
- فارسلي سلتيك
- هيرفورد
- كيدرمينستر هارييرز
- مدينة كينغز لين
- ليمنجتون
- بحري
- سوق نيدهام
- مدينة أكسفورد
- رياضة بيتربورو
- رادكليف
- راشال الاولمبية
- سكاربورو أتلتيك
- سكونثورب يونايتد
- ساوث شيلدز
- ساوثبورت
- بلدة سبيني مور
- مدينة وارينجتون

### الدوري الوطني الجنوبي
- افيلى
- مدينة باث
- غابة بورهام
- مدينة تشيلمسفورد
- تشيشام يونايتد
- مدينة تشيبنهام
- دوركينج واندررز
- منطقة إيستبورن
- إنفيلد تاون
- فارنبورو
- منطقة هامبتون وريتشموند
- هيميل هيمبستيد تاون
- هورنشرش
- مايدستون يونايتد
- سالزبوري
- بلدة سلاو
- مدينة سانت ألبانز
- ملائكة تونبريدج
- توركواي يونايتد
- مدينة ترو
- ويلينغ يونايتد
- ويستون سوبر ماري
- ويماوث
- ورثينج

### أندية فينيكس
تنافست العديد من الأندية، التي تشكلت باعتبارها أندية فينيكس بعد حل أندية الدوري الإنجليزي لكرة القدم السابقة، في الدوري الوطني. وتشمل هذه:
- تيلفورد يونايتد (تأسس في عام 2004 بعد تصفية نادي Telford United في عام 2004)
- مدينة ألديرشوت (تأسست في عام 1992 بعد تصفية ألديرشوت في عام 1992) [13]
- برادفورد (بارك أفينيو) (تأسست في عام 1987 بعد تصفية برادفورد (بارك أفينيو) الأصلية في عام 1974)
- تشيستر (تأسست في عام 2010 بعد تصفية تشيستر سيتي في عام 2010) [14]
- دارلينجتون (تأسست في عام 2012 بعد تصفية دارلينجتون الأصلية في عام 2012)
- نادي هاليفاكس تاون لكرة القدم (تأسس في عام 2008 بعد تصفية نادي هاليفاكس تاون في عام 2008)
- جيتسهيد (تأسست في عام 1977 بعد تصفية جيتسهيد في عام 1973)
- هيرفورد (تأسست في عام 2014 بعد تصفية هيرفورد يونايتد في عام 2014) [15]
- ميدستون يونايتد (تأسست في عام 1992 بعد تصفية ميدستون يونايتد في عام 1992)
- نادي سكاربورو الرياضي (تأسس في عام 2007 بعد تصفية سكاربورو في عام 2007)

## كأس الدوري
نظمت رابطة تحالف بريميير/كونفرنس مسابقة كأس من عام 1979 حتى عام 2009، مع فترات راحة عرضية عندما لم يكن الرعاة متاحين. كانت معروفة في البداية باسم كأس تحدي بوب لورد حتى 2000-2001، وتمت إعادة تنظيم مسابقة الكأس في 2004-2005 ككأس رابطة المؤتمرات لموسم واحد، قبل أن تعود مرة أخرى في 2007-2008 باسم درع سيتانتا، برعاية سيتانتا سبورتس. على غرار كأس رابطة الأندية الإنجليزية المحترفة وكأس رابطة الأندية الإنجليزية المحترفة على المستويات الأعلى، لم يكن الدوري الإنجليزي الممتاز يحظى بشعبية كبيرة بين المشجعين وكان يُنظر إليه عمومًا على أنه ذو أهمية ثانوية مقارنة بكأس الاتحاد الإنجليزي. علقت البطولة عندما توقفت خدمة شركة سيتانتا سبورتس في بريطانيا.
في موسم 2024–25، إحيت المنافسة ككأس الرابطة الوطنية المكونة من 32 فريقًا، مع 16 ناديًا من الدوري الوطني و16 فريقًا تحت 21 عامًا من الدوري الإنجليزي الممتاز 2.

## الرعاية
منذ عام 1984، أصبح الدوري الوطني معروفًا علنًا بأسماء سلسلة من الرعاة الرسميين للقب. غير الاسم رسميًا من التحالف بريميير إلى مؤتمر كرة القدم في عام 1986، ثم إلى الدوري الوطني في عام 2015. فيما يلي قائمة بالرعاة وما اختاروا تسميته للدوري.
| فترة      | راعي                 | اسم |
| --------- | -------------------- | --- |
| 1984–1986 | جولا                 | دوري جولا |
| 1986–1998 | جنرال موتورز         | مؤتمر جنرال موتورز فوكسهول                                                                                          |
| 1998–2004 | جمعية البناء الوطنية | المؤتمر الوطني |
| 2004–2007 | جمعية البناء الوطنية | المؤتمر الوطني / المؤتمر الوطني في الشمال / المؤتمر الوطني في الجنوب                                                |
| 2007–2010 | المربع الأزرق        | بلو سكوير بريميير / بلو سكوير نورث / بلو سكوير ساوث                                                                 |
| 2010–2013 | رهان المربع الأزرق   | الرهان على المربع الأزرق في الدرجة الأولى / الرهان على المربع الأزرق في الشمال / الرهان على المربع الأزرق في الجنوب |
| 2013–2014 | سكريل                | سكريل بريميير / سكريل شمال / سكريل جنوب                                                                             |
| 2014–2015 | فاناراما             | مؤتمر فاناراما / مؤتمر فاناراما الشمالي / مؤتمر فاناراما الجنوبي                                                    |
| 2015–2025 | فاناراما             | رابطة فاناراما الوطنية / رابطة فاناراما الوطنية الشمالية / رابطة فاناراما الوطنية الجنوبية                          |

## التغطية الاعلامية
بدأت أول تغطية تلفزيونية رئيسية للدوري الوطني في عام 2006 عندما عرضت قناة سيتانتا سبورتس 79 مباراة في كل موسم. كما أظهرت أيضًا بطولة كأس رابطة المؤتمرات. قبل ذلك، كانت مباريات الدوري تُعرض أحيانًا منذ عام 2001 على سكاي سبورتس. واستمرت تغطية شركة سيتانتا حتى توقف عملياتها البريطانية في يونيو/حزيران 2009.
في 19 أغسطس 2010، أعلنت شركة بريميير سبورتس أنها اشترت حقوق البث التلفزيوني المباشر والحصري في المملكة المتحدة لثلاثين مباراة في الموسم من مؤتمر كرة القدم لمدة ثلاثة مواسم إجمالاً. تضمنت المباريات الثلاثين المختارة للبث جميع مباريات مؤتمر كرة القدم الخمس التي بلغت ذروتها في نهائي الترقية نفسه. كانت الصفقة مع مؤتمر كرة القدم آنذاك عبارة عن ترتيب لتقاسم الإيرادات حيث تلقت الأندية 50٪ من الإيرادات من الاشتراكات، بالإضافة إلى رسوم الحقوق العادية التي يدفعها المذيع، بمجرد تلبية تكاليف الإنتاج. كما حصل المؤتمر على 50٪ من جميع إيرادات الإنترنت المرتبطة بالصفقة وسمح لهم بالاحتفاظ بحقوق الإعلان المرتبطة بتلك الإعلانات المعروضة مع مبارياتهم. خلال موسم 2010-2011، فشلت شركة بريميير سبورتس في جذب عدد كافٍ من المشاهدين إلى بث مباريات كرة القدم في مؤتمر لتقاسم أي إيرادات مع الأندية بخلاف رسوم البث البالغة 5000 جنيه إسترليني المدفوعة للأندية المحلية و1000 جنيه إسترليني للأندية الزائرة.
بدأت BT Sport عقدًا في 2013-2014 لتغطية ما يصل إلى 30 مباراة بالدوري الوطني مرة أخرى بما في ذلك نصف نهائي نهاية الموسم ونهائي الصعود. تبلغ قيمة الصفقة 300000 جنيه إسترليني، وترى الرسوم لكل نادي محلي 7000 جنيه إسترليني ونادي ضيف 1000 جنيه إسترليني. كما أطلق الدوري الوطني قناته الخاصة المسماة NLTV، والتي تركز على جميع الأندية الأعضاء البالغ عددها 68 ناديًا عبر الأقسام الثلاثة.
في 30 يوليو 2024، تم الإعلان عن أن دازون ستصبح الموطن العالمي للدوري الوطني. وستشمل هذه الصفقة جميع مباريات الدوري الوطني البالغ عددها 557 مباراة، بالإضافة إلى مجموعة كبيرة من مباريات الدوري الوطني الشمالي والدوري الوطني الجنوبي التي سيتم بثها إلى أكثر من 200 دولة، بما في ذلك المملكة المتحدة، على أساس حصري. وتبلغ مدة الصفقة سبع سنوات وتستمر حتى نهاية موسم 2030/2031.

## روابط خارجية
- الموقع الرسمي
- قواعد الدوري الرسمية